# Фрезеровщик
Фрезеро́вщик (от нем. Fräser; рабочий-станочник) — специалист по работам на фрезерном станке.
Профессия входит в список ТОП-50 самых востребованных профессий по версии Минтруда РФ.

## Профессиональные функции
К профессиональным функциям фрезеровщика 5-го разряда относятся:
- Фрезерование металлических (чугун, металлы и их сплавы) и неметаллических (дерево, пластмасс, эбонит и др.) изделий. Обработка поверхностей путём снятия стружки дисковыми, цилиндрическими, торцовыми, фасонными, сферическими, сфероконическими, а также концевыми фрезами различных диаметров видов и форм. Обработка заготовок с применением твёрдого сплава, рапида, металлокерамики. Фрезерование сложных деталей и инструмента по 6—7 квалитетам. Изготовление и реставрация механизмов, составляющих узлов или других конструкций к ним.
- Чтение чертежа и чёткая последовательность технологическому процессу, в совокупности с поставленным нарядом (допуском) на изготовление деталей.
- Работа с мерительным (угольник, рейсмус) и измерительным (угломер, штангенциркуль, микрометр) инструментами.
- Применение и правильное использование вспомогательных механизмов и средств оснастки, таких как: цанговый патрон, тиски, прижимы, делительная головка, поворотный стол, вспомогательные призмы и др.
- Знание инструкций по охране труда и техники безопасности на рабочем месте.
- Поддержание в чистоте и порядке вверенного оборудования, а также умение принять правильное решение в нестандартных ситуациях технологического процесса в ходе работы.

Есть также узкоспециализированные профессии фрезеровщиков, закрепленные в российском Едином тарифно-квалификационном справочнике работ и профессий рабочих (ЕТКС). Краткий список таких профессий по ЕТКС РФ:
- фрезеровщик асбестоцементных плит;
- фрезеровщик камня;
- фрезеровщик обуви;
- фрезеровщик оптических деталей;
- фрезеровщик слитков.

## Виды фрезерных работ
- В зависимости от назначения и модели фрезерного станка, а также габарита деталей, массы или формы изделия, обработка заготовок ведётся в двух независимых положениях — вертикальном или горизонтальном, т. е: — вертикально-фрезерным, или горизонтально-фрезерным способом соответственно.
- Торцевание длины или ширины заготовок в заданный размер, изготовление изделий или резку с применением дисковой фрезы, нарезание шлицов, зубчатых шестерёнок и другие работы фрезеровщик осуществляет на горизонтально-фрезерном станке.
- Более точные работы, связанные с техникой вертикальных и горизонтальных углов фрезерования, применение двух механических подач одновременно а также фрезерование шпоночного паза и т. д. фрезеровщик выполняет на вертикально-фрезерном станке.

работает по металлу

## Организация рабочего места фрезеровщика
- Организованное рабочее место фрезеровщика предусматривает рациональное расположение оборудования и оснастки. Продуманное расположение инструмента, заготовок и готовой продукции создаёт удобные и безопасные условия труда на рабочем месте. Все предметы и инструменты, органы управления оборудованием должны находиться в пределах досягаемости вытянутых рук рабочего, так, чтобы не делать лишних наклонов, поворотов и других движений, вызывающих дополнительные затраты времени и ускоряющих утомляемость рабочего.
- При расположении рядом нескольких фрезерных станков, инструментальные шкафы должны быть вынесены за пределы рабочих мест так как это может мешать передвижению самого фрезеровщика. Пол должен быть ровным, без выбоин и неровностей на полу не должно быть потёков и капель масел. Следует своевременно очищать станок от стружки и охлаждающей жидкости специальными средствами. Уровень шума на рабочем месте должен быть не выше 70 дБ. Оптимальная освещаемость — 200 лк.

## Обучение
- В настоящее время в странах СНГ нет единой системы обучения профессии фрезеровщика. Существует только спрос на данную рабочую специальность. В таких случаях обучение профессии обычно ведётся непосредственно самим работодателем. В рамках выполняемого объёма работ предприятие само регулирует наличие специальности и разряд рабочего, а также сроки обучения.
  - В СССР профессия фрезеровщика была поставлена на поток. Существовали ПТУ, в которых учащиеся помимо среднего образования получали теоретические и практические знания, навыки по специальности, ежемесячную стипендию, а также квалификацию и разряд по профессии, с последующим устройством на работу.
  - В некоторых странах профессия фрезеровщик — это имеющий высшее образование инженер-технолог.

## Правила безопасности
К самостоятельной работе на фрезерных станках допускаются лица не моложе 18 лет, прошедшие медицинский осмотр, обучение по программе фрезеровщика, инструктаж по охране труда на рабочем месте, ознакомленные с правилами пожарной безопасности и усвоившие безопасные приёмы работ на фрезерном механизме.

## Профессиональные заболевания
Несоблюдение правил техники безопасности с вращающимся фрезерным механизмом, а также несоблюдение правил к средствам индивидуальной защиты может повлечь за собой производственный травматизм. Среди часто встречающихся травм фрезеровщика ожоги (от раскалённой стружки), переломы конечностей (при падении заготовок) и травмы глаз.

## Значимость профессии
На сегодняшний день профессия фрезеровщика востребована во всех металло- и деревообрабатывающих отраслях, как в странах СНГ, так и во всём мире. Огромный спрос на специалистов в этой области имеет Россия и Китай.

## Известные фрезеровщики
- Эли Уитни — американский изобретатель и промышленник, изобрел фрезерный станок (1818).

## Отрасли применения профессии
- Машиностроение
- Судостроение
- Деревообрабатывающая промышленность
- Тяжёлое машиностроение
- Станкостроение
- Военная техника
- Робототехника